# ماريو هاس
ماريو هاس (بالألمانية: Mario Haas) مواليد 16 سبتمبر 1974 في غراتس، هو لاعب كرة قدم نمساوي سابق كان يلعب كمهاجم. سبق له أن لعب في كأس العالم لكرة القدم مع منتخب بلاده.

## مرحلة الشباب

### أندية لعب لها
- شتورم غراتس

## المسيرة الاحترافية

### أندية لعب لها
- شتورم غراتس
- نادي ستراسبورغ
- جيف يونايتد إيتشيهارا تشيبا

## وصلات خارجية
- ماريو هاس على موقع الاتحاد الدولي (مؤرشف)  (الإنجليزية)
- ماريو هاس على موقع الاتحاد الأوربي (الإنجليزية)
- ماريو هاس على موقع رابطة كرة القدم اليابانية للمحترفين (اليابانية)
- ماريو هاس على موقع قاعدة بيانات كرة القدم.إي يو (الإنجليزية)
- ماريو هاس على موقع ناشيونال فوتبول تيمز (الإنجليزية)
- ماريو هاس على موقع Soccerway.com (الإنجليزية)
- ماريو هاس على موقع عالم كرة القدم.نت (الإنجليزية)
- الموقع الرسمي